# Une dépêche Reuter
Pour plus de détails, voir Fiche technique et Distribution.
Une dépêche Reuter (titre original : A Dispatch from Reuter's) est un film américain réalisé par William Dieterle et sorti en 1940.

## Synopsis
Paul Julius Reuter utilise un service de messagerie par pigeons voyageurs pour combler une lacune dans le réseau télégraphique couvrant l'Europe mais il a du mal à convaincre quiconque de s'y abonner. Lorsque du poison est envoyé dans un hôpital par erreur, le message de Reuter sauve de nombreuses vies. Cependant, il est persuadé par Ida Magnus, la fille du Dr Magnus, de garder le silence, car un scandale détruirait tout le bon travail des médecins.
Plus tard, avec l'invasion de la Hongrie par la Russie, ce qui déprime le marché boursier, Reuter est en mesure de convaincre les banquiers qu'il peut leur fournir des informations financières beaucoup plus rapidement que tout autre moyen. Il est particulièrement heureux et surpris de voir à quel point son ami de toujours et nonchalant Max Wagner est devenu fiable au bureau de Bruxelles, jusqu'à ce que son associé Franz Geller l'informe qu'Ida avait, lors d'une visite, repris et dirigé l'endroit. Reuter envoie un message par pigeon, lui demandant de l'épouser. Elle en renvoie un avec son assentiment. 
Lorsque le réseau télégraphique comble enfin le vide que l'entreprise de Reuter exploitait, il se rend compte qu'il peut utiliser les employés qu'il a en place dans toute l'Europe pour recueillir les nouvelles et les vendre aux journaux. Une fois de plus, il rencontre des résistances, notamment de la part de John Delane, influent rédacteur en chef du Times, mais les surmonte en persuadant Napoléon III de lui permettre de diffuser le texte d'un discours extrêmement important en même temps qu'il est prononcé. 
Par la suite, une société rivale apparaît, Anglo Irish, qui construit secrètement une ligne télégraphique en Irlande qui lui donne une avance de deux heures pour obtenir des nouvelles des navires en provenance d'Amérique. Reuter emprunte de l'argent à son client et bon ami, Sir Randolph Persham, et construit sa propre ligne, qui s'étend plus à l'ouest et reçoit les nouvelles encore plus rapidement. Son premier usage est d'annoncer l'assassinat du président Lincoln. Comme personne ne connaît la nouvelle ligne télégraphique de Reuter, il est accusé d'avoir inventé la tragédie afin de manipuler la bourse et même Sir Randolph croit à ces rumeurs. La question prend de l'ampleur au Parlement britannique mais Reuter est innocenté lorsque des services plus lents confirment le meurtre du président américain.

## Fiche technique
- Titre : Une dépêche Reuter
- Titre original : A Dispatch from Reuter's
- Réalisation : William Dieterle
- Scénario : Milton Krims, d'après une histoire de Valentine Williams et Wolfgang Wilhelm
- Photographie : James Wong Howe
- Montage : Warren Low
- Musique : Max Steiner
- Direction artistique : Anton Grot
- Costumes : Orry-Kelly
- Production : Henry Blanke, Hal B. Wallis, pour Warner Bros
- Durée : 90 minutes
- Dates de sortie : 
  - États-Unis : 19 octobre 1940

## Distribution
- Edward G. Robinson : Paul Julius Reuter
- Edna Best : Ida Magnus Reuter
- Eddie Albert : Max Wagner
- Albert Basserman : Franz Geller
- Gene Lockhart : Otto Bauer
- Otto Kruger : Dr Magnus
- Nigel Bruce : Sir Randolph Persham
- Montagu Love : John Delane
- James Stephenson : Carew
- Walter Kingsford : Napoléon III
- David Bruce : M. Bruce
- Dickie Moore : Julius Reuter, jeune
- Billy Dawson : Max Wagner, jeune
- Richard Nichols : Herbert Reuter
- Harry Stubbs : Membre du conseil d'administration
- Kenneth Hunter : Parlementaire